# محمدآباد (استهبان)
محمدآباد (استهبان)، روستایی از توابع دهستان خیر بخش رونیز شهرستان استهبان در استان فارس ایران است.

## جمعیت
این روستا در دهستان خیر قرار دارد و براساس سرشماری مرکز آمار ایران در سال ۱۳۸۵، جمعیت آن ۱٬۲۶۸ نفر (۳۲۳خانوار) بوده‌است.فاصله آن تا استهبان ۳۵ کیلومتر، نی ریز ۳۰ کیلومتر و شیراز ۱۷۵ کیلومتر می‌باشد.
- «نتایج سرشماری عمومی نفوس و مسکن ۱۳۸۵». درگاه ملی آمار ایران. بایگانی‌شده از اصلی در ۱ ژانویه ۲۰۱۳. دریافت‌شده در ۱ ژانویه ۲۰۱۳.